# Haus Schulz (Heilbronn)

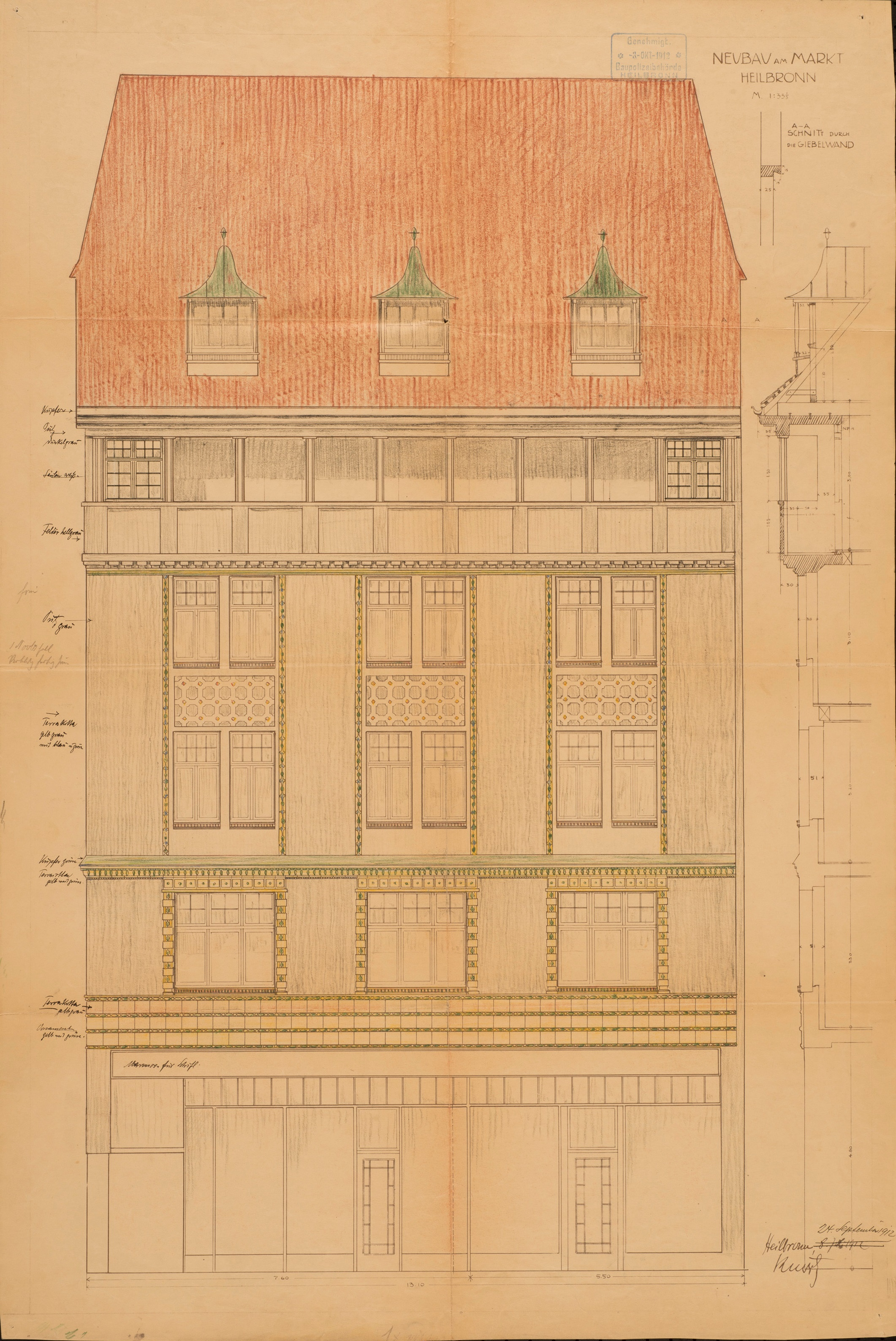
Jugendstilbau für Paul Schulz, 1912, Entwurf Ludwig Knortz

Das Haus Schulz war ein Jugendstilbau an der Kaiserstraße in Heilbronn, der 1912 nach den Entwürfen des Architekten Ludwig Knortz für den Stuttgarter Bankier Paul Schulz erbaut wurde und das größte Kino Heilbronns beherbergte.
Vorgängergebäude an dieser bedeutenden Stelle gegenüber dem Heilbronner Marktplatz waren die Patrizierhäuser des Schultheißen und Handelsmannes Imlin und des Heilbronner Bürgermeisters und Handelsherren Spölin mit einem Brunnen, den eine Neptun-Figur des Bildhauers Jakob Müller auf der Brunnensäule schmückte.
1746 wurde dort ein neuer Fachwerkbau errichtet, in dem um 1800 Charlotte Elisabethe Zobel lebte, die als Ur-Käthchen gilt. Aus dieser Zeit ist der Zobelsche Wappenstein erhalten, der im Historischen Museum der Stadt ausgestellt wurde. Das Zobelsche Gebäude wurde 1891 nochmals umgebaut und dann zugunsten des Jugendstil-Neubaus von 1912 abgerissen.
Das Jugendstilgebäude wurde im Zweiten Weltkrieg zerstört. Anschließend wurde dort zunächst ein Geschäftshaus mit vorgeblendeter Metallfassade im Stil der Zeit errichtet. Dieses Haus wurde 1986 im Rahmen der Stadtfortentwicklung umgebaut und erhielt dabei eine Fassade aus Sandstein mit Erker nach Entwürfen von Fritz Schneider.

## Beschreibung

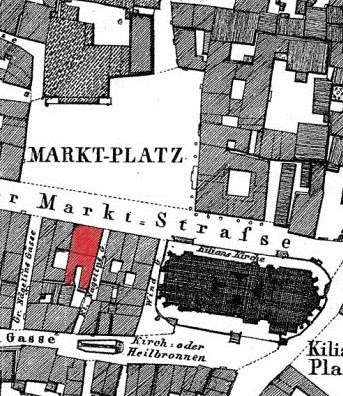
Heilbronn, Kaiserstraße 30 (überarbeitet nach Archäolog. Stadtkataster Karte 4, Nr. 406+368)

### Lage und Umgebung
Das Gebäude, das gegenüber dem Marktplatz an der Kaiserstraße in Heilbronn stand, war ein Nachbargebäude der Sicherer’schen Apotheke. Zwischen der Apotheke und dem Haus Nr. 30 befand sich die „Kleine Nägelinsgasse“ (später „Schattengasse“), die zur Kirchbrunnenstraße führte. Die Gasse wurde in der Nachkriegszeit überbaut. Das Haus Kaiserstraße 30 hatte einst die Adresse Kramstraße 48 und von 1847 bis 1899 die Hausnummer 352 getragen.

### Architektur

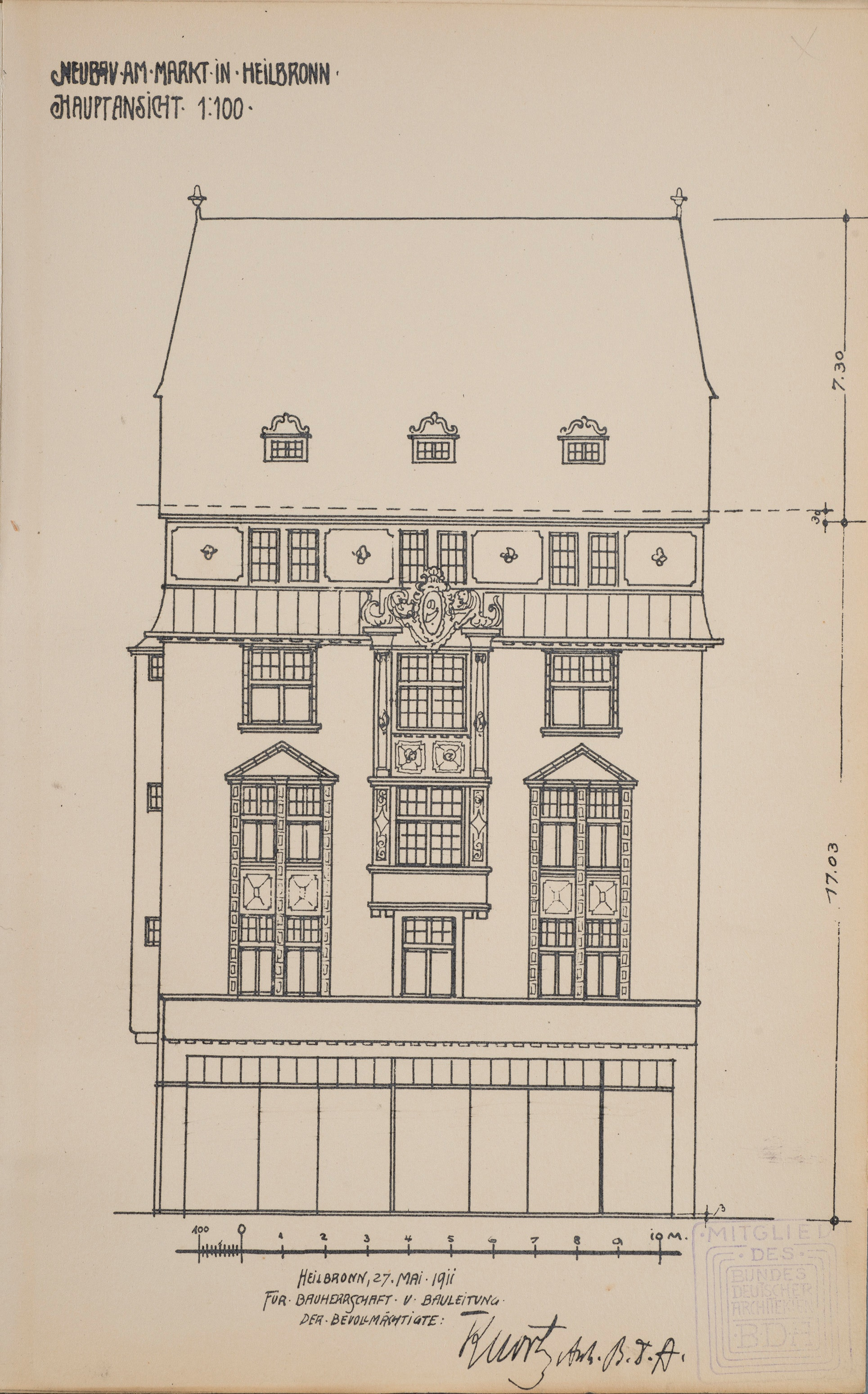
Ursprünglicher Entwurf, nicht ausgeführt.

Das 1912 errichtete Haus erhielt eine „ganz vom Jugendstil bestimmt[e]“ Fassade. Das Erdgeschoss war „nüchtern[…], sachlich-kalt gehalten[…]“. Darüber erhob sich die Fassade, gekennzeichnet von den „Formelementen des Jugendstils“, deren geometrische Details den Bereich um die Fenster schmückten und die Fassade „ungemein belebt[en]“. Ein kräftiger Konsolfries setzte das letzte Obergeschoss von den beiden darunter befindlichen Etagen ab. Über dem Kranzgesims erhob sich eine „Veranda (Loggia) […] mit offener Säulenstellung“, wobei jede Säule auf einem pilasterartigen Säulenstuhl (Basis) stand. 1938/39 erfolgte eine Abstockung und Fassadenumgestaltung des Hauses. Dieser Umbau wurde von der Stadt bezuschusst.

### Nutzung
Bis 1919 war in dem Haus die 1817 gegründete Kolonialwarenfirma J. Koch untergebracht. Seit 1920 nutzte Kaiser’s Kaffee Geschäft die Räumlichkeiten.
Das Haus beherbergte im Hintergebäude ab 1914 das Central-Theater („Größter und schönster Kino in Heilbronn“ [sic!]), das 1922 eines von drei Heilbronner Lichtspielhäusern war. 1931 wurde es von Marineingenieur a. D. Willi Pitz gepachtet. Am 6. August 1931 eröffnete, nach einem Umbau, die Neue Filmbühne, dabei wurde das Tonfilm-Lustspiel Liebe auf Befehl gezeigt.
Ein Bewohner des Hauses war der jüdische Arzt Oskar Moos (* 11. November 1869; † 5. Dezember 1966), verheiratet mit Else, geb. Gutmann (* 26. Januar 1876; † 1972). Moos führte in dem Haus seine Privatpraxis. Zudem war er auch stellvertretender Chefarzt im Erholungsheim Neckar-Hotel sowie stellvertretender Chefarzt der Inneren Abteilung im Stadtkrankenhaus Heilbronn. Noch 1937 führt die israelitische Gemeindeliste vom 1. April 1937 die Familie in der Kaiserstraße 30. Doch schon 1933 hatte er die Privatpraxis aufgeben müssen. Am 2. Februar 1939 wanderten die Eheleute Moos nach Holland aus, am 26. Februar 1943 wurden sie in das KZ Westerbork und anschließend in das KZ Theresienstadt deportiert, wo sie im Mai 1945 befreit wurden. Die Söhne Hans Otto Hermann Moos (* 1. April 1897 in Heilbronn; † 28. Februar 1945 im KZ Auschwitz), Kurt Moos (* 29. März 1900 in Heilbronn; † 31. Dezember 1942 im KZ Auschwitz) und Walter Moos verstarben. Allein Kurts Tochter Evelyn überlebte in Besançon in einem Hospital bei Nonnen.
Um 1940 sind in dem Haus Verkaufsräume der Firmen „Kaisers Kaffeegeschäft“ und „Modewaren Otto Bischoff“ nachgewiesen.

### Geschichte

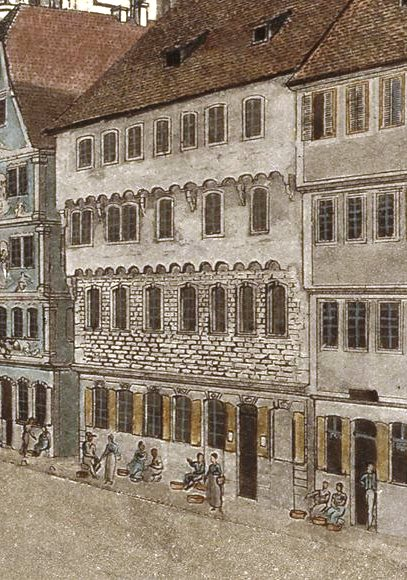
Carl Dörr, Markt zu Heilbronn 1820, Ausschnitt mit Haus Kaiserstraße 30.

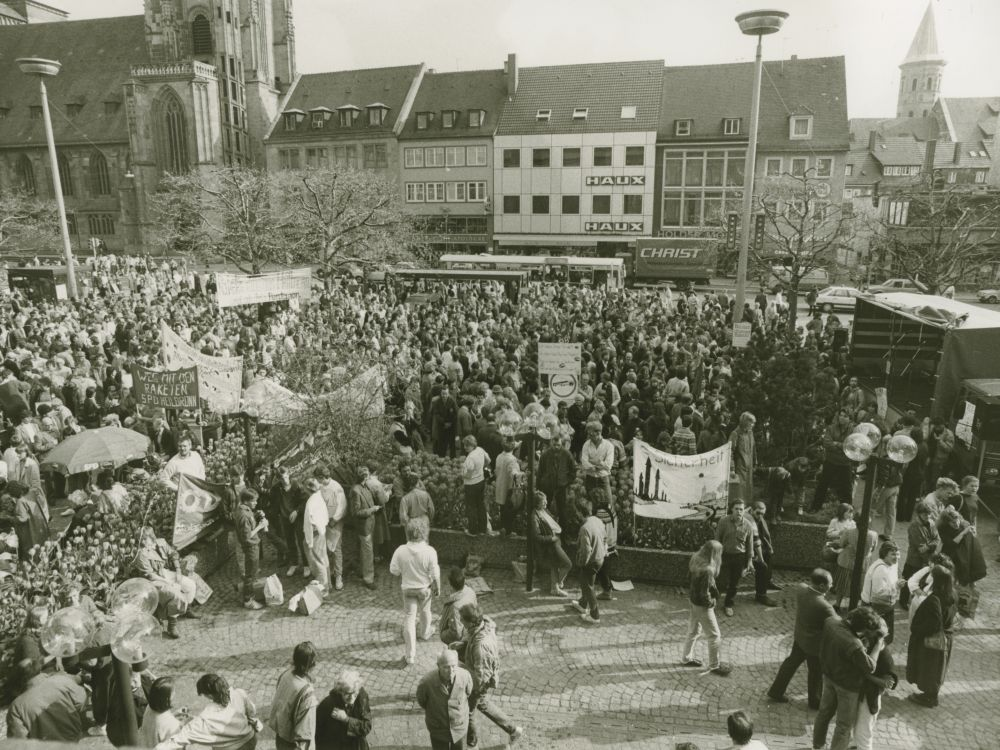
Kaiserstraße 30 (Modehaus Haux) mit Leichtmetallfassade 1985

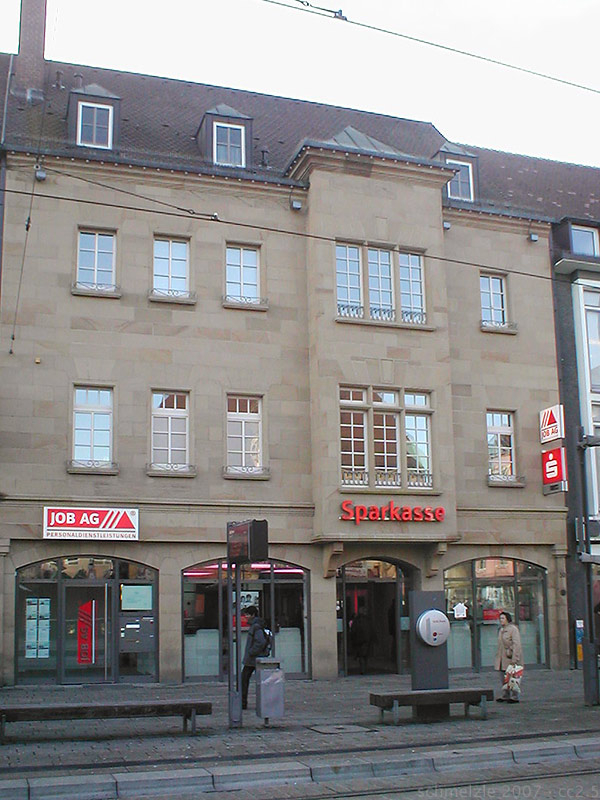
Das Gebäude in der Kaiserstraße 30 im Jahr 2007

An dieser Stelle sind Patrizierhäuser von 1621 bis 1911 belegt. So wird 1621 an der heutigen Kaiserstraße 30 das Patrizierhaus des Schultheißen und Handelsmannes Ludwig Imlin genannt. 1621 ließ Schultheiß Ludwig Imlin in seinem Haus einen Privatbrunnen anlegen, der durch das Abwasser aus dem – um 1600 mit einem Brunnenstock von Jakob Müller gefertigten und 1841 abgebrochenen – Neptunbrunnen gespeist wurde. Imlins Privatbrunnen hatte einen Ablauf in einen Trog und in den Gallbrunnen. Das Wappen der Familie Imlin zeigt einen Schrägbalken mit drei Immen, die einen Hinweis auf das Imkerhandwerk geben. Nach der Familie Imlin ist die Imlinstraße in Heilbronn benannt. 1635/49 gilt das Gebäude am Marktplatz als das Patrizierhaus des Heilbronner Bürgermeisters und Handelsherren Spölin. 1746 wurde an jener Stelle ein viergeschossiges Fachwerkhaus erbaut. Es stand traufseitig zur Kramstraße (heute: Kaiserstraße) und wies starke Vorkragungen auf. Um 1805 war Besitzer des Hauses der Handelsmann Friedrich August Zobel. Von dem Fachwerkbau stammte der Zobelsche Wappenstein, der im Historischen Museum der Stadt ausgestellt wurde. Tochter des Handelsmannes war Charlotte Elisabethe Zobel (* 29. September 1774 in Heilbronn; † 15. Januar 1806 ebenda), die 1788 Patientin von Eberhard Gmelin war und als Ur-Käthchen, das heißt als Vorlage für Kleists Käthchen von Heilbronn gilt.
Im späten 19. Jahrhundert wurde die vormalige Kramstraße zur repräsentativen Kaiserstraße umgestaltet. Am westlichen Ende der Straße wurde das alte Spital abgerissen und eine neue Neckarbrücke erbaut, am östlichen Ende fielen mehrere alte Gebäude dem Durchbruch der Straße zur Allee hin zum Opfer. Im Zuge dieser Modernisierung wurden auch viele der sonstigen Gebäude längs der Straße umgebaut oder erneuert. Das Zobelsche Haus wurde 1891 mit neuen Fenstern, Friesen und Konsolen stark verändert.:

„Neu sind die großen, lichten Fenster, die Rundbogenfriese unter den überkragenden Obergeschossen sowie die schweren Steinkonsolen unter dem Gebälk, das Ladengeschäft im Erdgeschoss“

Der Abbruch für den Neubau fand schließlich im Jahr 1911/12 statt.
Der Jugendstilbau für Paul Schulz wurde bei dem Luftangriff auf Heilbronn 1944 zerstört. In der Nachkriegszeit entstand ein Gebäude (Modehaus Haux) mit einer Leichtmetallvorhangfassade, ähnlich dem Bekleidungsgeschäft Zimmermann (heute Café Spatz) am Hafenmarktturm.
1986 erfolgte im Rahmen der Stadtfortentwicklung eine Umgestaltung der Fassade in Sandstein, mit Erker und Segmentbögen. Bernhard Lattner beschreibt das nach Entwürfen von Fritz Schneider umgebaute Gebäude wie folgt:

„…ein traufenständiges, dreigeschossiges Geschäftshaus, das die Bebauung des historischen Marktplatzes in Kubatur und Traufhöhe wieder aufnimmt. Schneider betonte das Erdgeschoss zusätzlich durch Arkadenbögen und gab der Fassade durch einen leichten Mittelrisalit einen gravitätischen Akzent.“

Von 2002 bis 2004 war dort das Modehaus Robben beheimatet, heute befindet sich dort eine Filiale der Kreissparkasse Heilbronn.